# Noaptea iguanei (piesă de teatru)
Noaptea iguanei (în engleză The Night of the Iguana) este o piesă de teatru scrisă de autorul american Tennessee Williams. Se bazează pe nuvela sa din 1948. În 1959, Williams a montat-o ca o piesă într-un act, iar în următorii doi ani a dezvoltat-o într-o piesă de lungă durată, producând două versiuni diferite în 1959 și 1960, iar apoi ajungând la versiunea în trei acte care a avut premiera pe Broadway în 1961. Au fost realizate două adaptări cinematografice: prima a fost filmul din 1964 premiat cu Oscar, regizat de John Huston, cu Richard Burton, Ava Gardner și Deborah Kerr în rolurile principale, iar a doua a fost o producție croată din 2000.

## Rezumat
În timpul unei predici, reverendul T. Lawrence Shannon afirmă că în Occident Dumnezeu este descris ca un „delincvent senil” și din această cauză este exclus din biserica sa. Shannon nu este caterisit, dar este instituționalizat cu diagnosticul de „cădere nervoasă”. În Mexicul anilor 1940, la ceva timp după eliberarea sa, Rev. Shannon se angajează ghid turistic pentru o agenție de turism de mâna a doua. Cu puțin timp înainte de deschiderea piesei, Shannon este acuzat că a comis infracțiunea de a întreține relații sexuale cu o fată de 16 ani, Charlotte Goodall, care făcea parte din actualul său grup de turiști.
Pe măsură ce cortina se ridică, Shannon și un grup de femei ajung la un hotel ieftin de pe coasta Mexicului, administrat de prietenii lui, Fred și Maxine Faulk. Fred a murit de curând, iar Maxine și-a asumat responsabilitatea exclusivă pentru gestionarea unității.
Tulburat emoțional, Shannon încearcă să-și controleze grupul de turiști, care s-au întors împotriva lui pentru că a întreținut relații sexuale cu minora, iar Maxine este interesată de el din motive pur carnale. La acest scenariu haotic, se adaugă și Hannah Jelkes, o fată bătrână, alături de bunicul ei muribund, Nonno, care, în ciuda stării de sănătate precară, își compune ultima poezie. Jelkes, care se dă drept pictor ambulant și grafician, ajunge repede la mila lui Maxine. Shannon, care exercită o influență considerabilă asupra lui Maxine, îi oferă lui Hannah adăpost pentru noapte. Axa principală a piesei este dezvoltarea legăturii profund umane dintre Hannah și Shannon.
Personajele secundare ale piesei sunt un grup de turiști germani ale căror cântece de marș nazist simplifică, în mod paradoxal, temele mai grele ale piesei, în timp ce sugerează ororile celui de-al Doilea Război Mondial; „băieții” mexicani angajați de Maxine pentru a ajuta la conducerea hotelului și care îi ignoră comenzile laconice; Judith Fellowes, profesoara „bărbătoasă” însărcinată să aibă grijă de Charlotte în timpul călătoriei.

## Personaje

### Reverendul T. Lawrence Shannon
Reverendul Shannon este protagonistul piesei. Este un preot de vârstă mijlocie, care a fost caterisit după mai multe afirmații nepotrivite și după ce a avut o relație cu o profesoară de la biserică. El devine ghid turistic și organizează excursii în multe țări. Își conduce grupul actual la Hotelul Costa Verde din Mexic, după ce mai înainte întreținuse relații sexuale cu una dintre membrele grupului. La hotel trece printr-o criză nervoasă. Nu își lasă turiștii aflați în grija lui să plece, de teamă că își va pierde slujba. Este atât de stresat încât păstrează cheia autobuzului în buzunar. Maxine încearcă stângaci să-l ajute, oferindu-i alinare în alcool și plăceri carnale. Însă Shannon își găsește izbăvirea în Hannah, care îl ajută să își înfrunte problemele. În final, Shannon acceptă să-și lase grupul să plece și se eliberează simbolic prin eliberarea iguanei ce era legată pe terasă. La sfârșit, se presupune că va rămâne la hotel cu Maxine pentru a o ajuta să-l administreze.
Personajul reverendului T. Lawrence Shannon s-a bazat parțial pe vărul și prietenul apropiat al lui Williams, reverendul Sidney Lanier, rectorul iconoclast al Bisericii Episcopale Sf. Clement din New York. Lanier a fost o figură semnificativă pe scena teatrului din New York în anii 1950 și 1960, a inițiat un Minister al Artelor Teatrale și a devenit co-fondator al Teatrului experimental American Place în 1962. Lanier a demisionat din minister în mai 1965.

### Hannah Jelkes
Hannah Jelkes este o celibatară de vârstă mijlocie din New England. Pare să aibă în jur de 40 de ani, deși ar putea să fie mai tânără sau mai bătrână cu câțiva ani. Călătorește împreună cu bunicul ei, Jonathan Coffin, poet. Locuiesc în hoteluri și plătesc prin munca lor artistică: Hannah pictează cu acuarele și face portrete cu grafit și pasteluri. Ea și bunicul ei s-au cazat la Hotelul Costa Verde, dar sunt faliți. Maxine nu îi dorește acolo, dar Shannon reușește să o convingă. Hannah nu vinde nimic în timpul șederii la hote, însă prezența ei calmă îl ajută pe Shannon să se liniștească. Din multe puncte de vedere este opusă lui Shannon. De exemplu, nu a avut decât două relații intime în toată viața ei, dar înțelege mai bine viața și implicațiile propriilor sentimente decât mult mai experimentatul Shannon. Deși el îi mărturisește că ar vrea să călătorească împreună, ea refuză și îl sfătuiește să rămână cu Maxine. La sfârșitul piesei, Hannah rămâne singură după moartea bunicului ei, cu un viitor incert.

### Jonathan Coffin
Jonathan Coffin este bunicul lui Hannah Jelkes. Are aproape 98 de ani, dar se consideră „tânăr” și este un poet amator. Călătorește prin lume împreună cu nepoata sa și își plătește cazarea recitând poezii turiștilor din hotel. Este un pic senil, cu auzul foarte slab și este dependent de un scaun cu rotile și un baston pentru a se deplasa. Demența lui ajunge la apogeu în noaptea petrecută la Costa Verde. Coffin reușește să termine o ultimă poezie înainte de a muri la sfârșitul piesei.

### Maxine Faulk
Maxine este proprietara de vârstă mijlocie a Hotelului Costa Verde. A rămas văduvă de curând, după moartea soțului ei, Fred. Chiar și înainte de moartea acestuia, Maxine avea relații cu alți bărbați, mai ales cu tineri din zonă. Ea este o veche prietenă de-a lui Shannon. Deși vede că este tulburat, încearcă să-l controleze sexual și sub toate aspectele, oferindu-i salvarea în alcool. Shannon încearcă să i se împotrivească. Maxine este foarte geloasă pe Hannah și pe legătura dintre ea și Shannon. Nu vrea să-i lase să mai stea în hotel pe Hannah și pe bunicul ei, însă Shannon o convinge să se răzgândească. Când îi cere socoteală lui Hannah pentru apropierea de Shannon, aceasta din urmă reușește să domine conversația. La sfârșit Maxine obține ce vrea, iar Shannon acceptă să rămână cu ea la hotel.

### Charlotte Goodall
Charlotte este tânăra fată cu care Shannon are relații sexuale în timpul excursiei organizate. E foarte îndrăgostită de el și vrea să se căsătorească.

### Judith Fellowes
Judith Fellowes este liderul grupului de turiști organizați de Shannon. Este foarte furioasă pe Shannon pentru relația necuvenită cu unul din membrii grupului, tânăra fată de care ea era responsabilă, și îl raportează superiorilor săi.

## Teme principale

### Sexualitate
Multe dintre personaje, precum și mare parte din intriga piesei, sunt caracterizate prin prisma dorinței sexuale și a consecințelor relațiilor de această natură. În centrul acestor preocupări se află reverendul Shannon. El este un preot care și-a pierdut dreptul de a predica și apoi un ghid turistic care își pierde turiștii și slujba. În ambele cazuri, de vină a fost comportamentul lui neadecvat față de femei mai tinere decât el. Astfel, el are o relație intimă cu o adolescentă baptistă din grupul de turiști pe care îl conduce. Maxine, proprietara hotelului, îi spune că originea problemelor sale este faptul că mama lui l-a surprins masturbându-se când era adolescent și l-a bătut, deoarece ea credea că este un lucru rău. Aceasta este justificarea pe care i-o găsește Maxine pentru comportamentul său.
Shannon nu este singurul personaj dominat de dorințe carnale. Și Maxine are numeroase relații sexuale, inclusiv în timpul căsătoriei. Când Shannon sosește la hotel, încearcă imediat să-l seducă, oferindu-i plăcere fizică și alcool. Vrea să-l controleze pe Shannon prin sex. Devine extrem de geloasă când Shannon se arată interesat de Hannah, fata bătrână din New England, care, spre deosebire de Maxine și Shannon, nu este motivată de dorințe trupești. A avut doar două relații intime pe parcursul vieții ei. Ea îl ajută pe Shannon să depășească criza în care se află, dar îi respinge avansurile. După ce depășește ce a fost mai rău, Shannon consideră că singura variantă care i-a rămas, din toate punctele de vedere, nu doar sexual, este să trăiască alături de Maxine.

### Singurătate
Pe lângă tema relațiilor sexuale, este prezentă tema izolării și singurătății. Atât Maxine, cât și Shannon se tem, fiecare în felul său, că vor rămâne singuri, în timp ce Hannah are o relație solidă cu bunicul ei, ceea ce o împiedică să se înstrăineze complet de restul lumii. Maxine își dorește cu disperare ca Shannon să rămână cu ea și să o ajute să conducă hotelul moștenit de la soțul ei decedat. Încearcă tot ce-i stă în putere pentru a-l controla: apare în fața lui cu hainele pe jumătate descheiate; îi oferă băuturi alcoolice, deși știe foarte bine că a avut probleme cu alcoolismul; îl leagă atunci când pare că nu mai judecă bine. În cele din urmă câștigă și asta datorită faptului că Shannon se simte la fel de singur ca ea. Și-a pierdut biserica și dreptul de a predica cu mult timp în urmă. Slujba lui actuală de ghid turistic nu îi oferă nicio alinare, deoarece grupurile de turiști vin și pleacă, iar el rămâne tot singur. Singura lui prietenă adevărată este Maxine. Cei doi își unesc forțele și temerile pentru că aceasta este singura soluție de a lupta cu singurătatea resimțită de amândoi.

## Receptare critică
Noaptea iguanei a fost considerată de mulți critici drept ultima mare piesă scrisă de Tennessee Williams. Howard Taubman de la The New York Times a scris că „Noaptea iguanei reprezintă un punct de cotitură pentru dl. Williams. În comparație cu celelalte piese scrise, această lucrare cu vibrații profunde reflectă o schimbare dramatică. Depășește eliminarea gesturilor șocante și explozive, care au catalogat celelalte piese drept senzaționale și scandaloase, și pătrunde în însăși atitudinea autorului în fața vieții.” Un alt critic, Harold Clurman de la The Nation, consideră această piesă superbă, spunând că „scrisul este fluid, maleabil și colocvial melodios. Învăluie totul în rafinament.”
Personajul Hannah a fost numit elementul central al succesului piesei. Un critic de la revista Life a susținut că „Noaptea iguanei este cea mai bună piesă a lui Williams, iar Hannah reprezintă, mai mult decât o fac celelalte personaje, profunzimea scrisului său.” Taubman este  de acord cu această afirmație când scrie că „Niciun alt personaj din scrierile dlui. Williams nu a avut demnitatea dureros de copleșitoare și curajul pe care îl are Hannah Jelkes.”
Celălalt personaj principal, reverendul Shannon, a fost considerat mai apropiat de tipologia clasică a personajelor lui Williams, dar păstrând câteva atribute distinctive. Clurman de la The Nation a spus că „Există foarte puțină indulgență în portretul reverendului Shannon.” Glenn Embrey, în eseul său The Subterranean World of The Night of the Iguana, susține că destinul lui Shannon îl definește diferit de alte suflete chinuite din piesele lui Willliams. El scrie că „Personajul principal din Noaptea iguanei pare să scape de soarta violentă ce îi așteaptă, de regulă, pe eroii lui Williams. E adevărat că dorința i-a distrus mulți ani din viață lui Shannon, dar la sfârșitul piesei el reușește să construiască ceea ce promite a fi o relație sexuală stabilă cu o femeie matură. Acest sfârșit optimist face Noaptea iguanei să fie altfel decât piesele care au precedat-o, pentru prima dată speranța se întrezărește în lumea tristă a lui Williams.”
Funcțiile și impactul personajelor secundare au constituit subiectul unor controverse printre critici. Unii consideră grupul de turiști germani care tot apar și dispar din poveste ca fiind externi acțiunii. S-a afirmat că singurul rol al acestora este de a plasa acțiunea piesei în timp, precum și de a imprima o tentă comică.
De cealaltă parte, au existat critici care nu au apreciat piesa, găsind, totuși, elemente merituoase. Richard Gilman de la The Commonweal a scris că „S-a spus că este cea mai bună piesă a lui Williams de la Pisica pe acoperișul fierbinte încoace, ceea ce poate fi adevărat. Însă este greu de afirmat cu siguranță că așa este. Au fost ignorate două lucruri. Primul este că Noaptea iguanei perpetuează aproape toate eșecurile lui Williams ca dramaturg.”
Alți critici au afirmat că această piesă este prea asemănătoare cu celelalte lucrări ale lui Williams. Robert Brustein de la The New Republic a scris că „În Noaptea iguanei, Tennessee Williams a compus muzică nocturnă relaxantă pentru coarde amuțite, minunat interpretată de niște instrumentaliști superbi, dar mult prea fără rost, ușoară și simplistă pentru a satisface o ureche bine instruită (...) A explorat acest teritoriu de mult prea multe ori, iar piesa pare obosită, lipsită de orice aventură.” John McCarten de la The New Yorker critică alegerea personajelor. „Geniul lui Williams de a face credibilă asocierea unor tipologii bizare este, cu siguranță, evident, dar nu reușește să ne stârnească interesul decât sporadic.”

## Reprezentații

### Producția originală pe Broadway
Piesa originală a avut premiera pe Broadway la Royale Theatre pe 28 decembrie 1961, ajungând la un număr de 316 reprezentații. Distribuția a fost formată din Patrick O'Neal în rolul Rev. Shannon, Bette Davis (de două ori laureată a Premiilor Oscar) în rolul Maxine și Margaret Leighton în rolul Hannah. Davis a părăsit producția după patru luni și a fost înlocuită de Shelley Winters.
Maxine, interpretată de Davis, este o femeie plină de energie, cu replici comice bine structurate, care bună parte din piesă stă în culise, în timp ce pe scenă este Hannah. În piesă au mai jucat Louis Guss, Bruce Glover, James Farentino și Alan Webb în rolul bunicului pe moarte căruia Hannah îi este devotată. Producția a fost regizată de Frank Corsaro. Piesa a fost nominalizată la premiul Tony pentru cea mai bună piesă de teatru. Leighton, în rolul lui Hannah, a câștigat premiul Tony pentru cea mai bună actriță într-o piesă.

### Los Angeles și Broadway 1975-1976
Joseph Hardy a regizat o altă versiune a piesei, care s-a jucat între 19 decembrie 1975 și 31 ianuarie 1976 la Teatrul Ahmanson din Los Angeles. În rolurile principale au fost: Richard Chamberlain (Rev. Shannon), Eleanor Parker (Maxine Faulk), Dorothy McGuire (Hannah Jelkes), Raymond Massey (Jonathan "Nonno" Coffin) și Allyn Ann McLerie (Domnișoara Judith Fellowes). Rolurile secundare au fost interpretate de: Susan Lanier (Charlotte Goodall), Jennifer Savidge (Hilda), Norma Connolly (Dna. Fahrenkopf), Michael Ross Verona (Dl. Fahrenkopf), Benjamin Stewart (Jake Latta), Ben Van Vacter (Wolfgang), Matt Bennett (Hank), José Martin (Pedro) și Ricardo Landeros (Pancho).
Piesa s-a jucat la Circle in the Square Theatre de pe Broadway, cu un număr limitat de reprezentații între 16 decembrie 1976 și 20 februarie 1977, cu trei înlocuiri ale actorilor principali: Sylvia Miles (Maxine), William Roerick (Nonno) și Barbara Caruso (Miss Fellowes). Producția de pe Broadway a avut decoruri și lumini de H.R. Poindexter și costume de designer-ul britanic Noel Taylor. Randall Brooks a fost director de producție, iar James Bernadi director de scenă.

### Alte reprezentații
În 1988 s-a jucat un revival pe scena The Circle in the Square Theatre, cu Nicolas Surovy în rolul Reverendului Shannon, Jane Alexander în rolul Maxine și Maria Tucci în rolul Hannah.
Piesa din 1992 de la Royal National Theatre din Londra i-a avut în rolurile principale pe Alfred Molina (Rev. Shannon), Eileen Atkins (Hannah), în regia lui Richard Eyre.
În 1996 a fost regizată o piesă pe Broadway de Robert Falls, cu William Peterson (Rev. Shannon), Marsha Mason (Maxine) și Cherry Jones (Hannah). Această adaptare a fost bazată pe producția jucată pe scena Teatrului Goodmann din Chicago.
Producția londoneză din 2005 de la Lyric Theatre s-a bucurat de mare succes. Regia i-a aparținut lui Anthony Page, iar din distribuție au făcut parte Woody Harrelson (Rev. Shannon), Clare Higgins (Maxine) și Jenny Seagrove (Hannah).
Producția realizată de American Repertory Theatre în 2017 i-a avut în rolurile principale pe James Earl Jones (Nonno), Amanda Plummer (Hannah), Dana Delany (Maxine) și Bill Heck (Rev. Shannon).
În 2019, la Noël Coward Theatre din West End Londra, s-a jucat o producție cu număr limitat de reprezentații, în regia lui James Macdonald, cu Clive Owen (Rev. Shannon), Anna Gun (Maxine), Lia Williams (Hannah), Julian Glover (Nonno) și Finty Williams (Miss Fellowes).

## Distribuție
| PERSONAJ                       | BROADWAY - ROYALE THEATRE 1961 | LOS ANGELES - TEATRUL AHMANSON 1975 | BROADWAY - CIRCLE IN THE SQUARE THEATRE 1976 | BROADWAY - CIRCLE IN THE SQUARE THEATRE 1988 | LONDRA - ROYAL NATIONAL THEATRE 1992 | BROADWAY 1996     | LONDRA - LYRIC THEATRE 2005 | AMERICAN REPERTORY THEATRE 2017 | WEST END, LONDRA 2019 |
| ------------------------------ | ------------------------------ | ----------------------------------- | -------------------------------------------- | -------------------------------------------- | ------------------------------------ | ----------------- | --------------------------- | ------------------------------- | --------------------- |
| Reverendul T. Lawrence Shannon | Patrick O'Neal                 | Richard Chamberlain                 | Richard Chamberlain                          | Nicolas Surovy                               | Alfred Molina                        | William Peterson  | Woody Harrelson             | Bill Heck                       | Clive Owen            |
| Hannah Jelkes                  | Margaret Leighton              | Dorothy McGuire                     | Barbara Caruso                               | Maria Tucci                                  | Eileen Atkins                        | Cherry Jones      | Jenny Seagrove              | Amanda Plummer                  | Lia Williams          |
| Maxine Faulk                   | Bette Davis / Shelley Winters  | Eleanor Parker                      | Sylvia Miles                                 | Jane Alexander                               | Frances Barber                       | Marsha Mason      | Clare Higgins               | Dana Delany                     | Anna Gun              |
| Jonathan Coffin (Nonno)        | Alan Webb                      | Raymond Massey                      | William Roerick                              | William LeMassena                            | Robin Bailley                        | Lawrence McCauley |                             | James Earl Jones                | Julian Glover         |
| Charlotte Goodall              | Lane Bradbury                  | Susan Lanier                        | Susan Lanier                                 | Chandra Lee                                  | Alison McKenna                       | Paula Cale        |                             |                                 | Emma Canning          |

## Adaptări

### Film
John Huston a regizat filmul din 1964 și a scris scenariul împreună cu Anthony Veiller. În rolurile principale au fost Richard Burton în rolul Rev. Shannon, Ava Gardner ca Maxine și Deborah Kerr ca Hannah. Alte roluri au fost interpretate de Sue Lyon, Cyril Delevanti, Grayson Hall (care a primit o nominalizare la Oscar pentru cea mai bună actriță în rol secundar pentru rolul domnișoarei Fellowes) și Barbara Joyce (care a devenit ulterior o artistă apreciată).
Filmul a câștigat Premiul Oscar pentru cel mai bun design de costume și a fost nominalizat pentru regie artistică și pentru cinematografie (de Gabriel Figueroa), precum și pentru interpretarea lui Hall.
O adaptare cinematografică croată, regizată de Janusz Kica, a fost lansată în 2000.

### Muzică
„Night of the Iguana” este o melodie a lui Joni Mitchell de pe albumul ei din 2007, Shine. Este o adaptare tematică și lirică a piesei lui Tennessee Williams.